# Spinning Man
 (avril 2018).
Si vous disposez d'ouvrages ou d'articles de référence ou si vous connaissez des sites web de qualité traitant du thème abordé ici, merci de compléter l'article en donnant les références utiles à sa vérifiabilité et en les liant à la section « Notes et références ».
Pour plus de détails, voir Fiche technique et Distribution.
Spinning Man est un thriller américain réalisé par Simon Kaijser et sorti en 2018.

## Synopsis
Evan Birch (Guy Pearce) est un père de famille et professeur de philosophie estimé dans un collège distingué. Lorsque Joyce Bonner, étudiante d'un lycée voisin disparaît, les anciennes liaisons du professeur amènent l'épouse de ce dernier (Minnie Driver) à remettre en question son alibi. L’inspecteur Malloy (Pierce Brosnan) a encore plus de raisons de se méfier lorsque des preuves cruciales font d'Evan le principal suspect de la disparition de l'étudiante. Soudain, les interrogations auxquelles Evan est confronté ne sont pas simplement académiques, elles sont une question de vie ou de mort.

## Fiche technique
- Titre original et français : Spinning Man
- Réalisation : Simon Kaijser
- Scénario : Matthew Aldrich, d'après le livre de George Harrar
- Direction artistique : Paula Loos
- Décors : Sally Levi
- Costumes : Roger J. Forker
- Musique : Jean-Paul Wall
- Photographie : Polly Morgan

Emmanuel Lokula 
- Production : Keith Arnold, Ellen S. Wander et Joe McDougall
- Sociétés de production : Grindstone Entertainment Group, Irish DreamTime et Chimney Co.
- Sociétés de distribution :  : Lionsgate
- Pays d’origine :  États-Unis
- Budget : 8,5 M$
- Langue : anglais
- Durée : 100 minutes
- Genre : Thriller
- Dates de sortie : 
  -  États-Unis : 6 avril 2018
  -  France : 3 octobre 2018 (Directement en vidéo)

## Distribution
- Pierce Brosnan (VF : Emmanuel Jacomy) : Malloy, lieutenant de police
- Guy Pearce (VF : Alexis Victor) : Evan Birch, professeur de philosophie
- Minnie Driver (VF : Marie Bouvier) : Ellen Birch, épouse d'Evan
- Odeya Rush : Joyce Bonner, étudiante disparue
- Alexandra Shipp : Anna, élève et amoureuse d'Evan
- Clark Gregg (VF : Jean-François Aupied) : Paul
- Freya Tingley : Mary
- Jamie Kennedy : Ross
- Sterling Beaumon : Matt